# Filipe de Hachberg-Sausenberg
Filipe de Hachberg-Sausenberg (em alemão:  Philip of Hachberg-Sausenberg e em francês:  Philippe de Hochberg; 1454 – Seurre, 9 de setembro de 1503) foi um nobre alemão pertencente a um ramo cadete da Casa de Zähringen, dinastia governou a Marca de Baden . Era filho de Rodolfo IV, Margrave de (Baden)-Hachberg-Sausenberg, e de Margarida de Vienne.
Filipe reinou de 1487 a 1503 como Margrave de Hachberg-Sausenberg e Conde Soberano de Neuchâtel. A partir de 1466 designou-se também Senhor de Badenweiler.

## Biografia

### Família

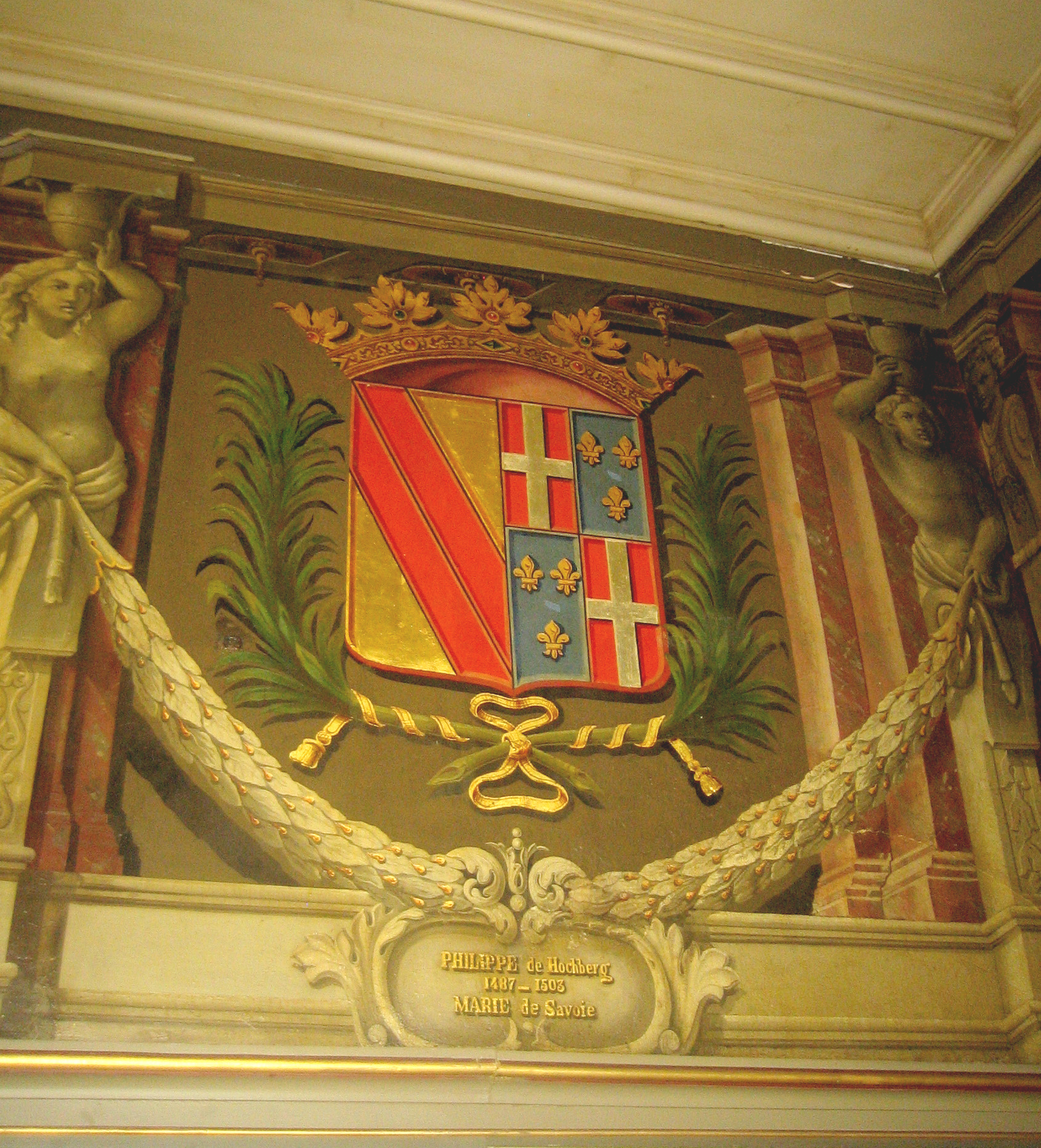
Painel com o brasão de armas de Filipe de Hachberg-Sausenberg (Philippe de Hochberg) e da sua mulher Maria de Saboia no castelo de Neuchâtel.

Em 1478, no âmbito da sua aliança com a França, Filipe casou com Maria de Saboia, filha de Amadeu IX de Saboia e de Iolanda da França (Iolanda era irmã de Luís XI de França). Deste casamento nasceu apenas uma filha:
- Joana de Hachberg-Sausenberg (Johanna) (ca. 1485 –1543), que casou com Luís II, Duque de Longueville, com geração.

Filipe pertencia à linha masculina dos Marqueses de Hachberg-Sausenberg, ramo colateral dos Margraves de Baden, e a sua morte, em 1503, originou a extinção deste ramo.
O pai de Filipe, o Marquês Rodolfo IV, iniciara negociações com a linha sénior da Casa de Zähringen (da qual os Hachberg-Sausenberg eram um ramo cadete), e que governava a Marca de Baden, para um tratado sucessório. Filipe continuou as negociações com Cristóvão I de Baden e, a 31 de Agosto de 1490, eles acordaram num tratado de herança recíproca. O tratado ficou conhecido como "Acordo de Rötteln". O objetivo era o casamento do filho de Cristóvão I, Filipe I, com a herdeira de Hachberg-Sausenberg, Joana de Hochberg, casamento que não se veio a realizar dadas as pressões políticas do rei de França.
Com a morte de Filipe, em 1503, a sua filha, Joana de Hochberg, sucedeu-lhe no condado soberano de Neuchâtel, enquanto que Cristóvão obtinha Sausenberg, Rötteln, Badenweiler e Schopfheim. Em 1504, Joana casou com Luís I de Orleães-Longueville que, como ainda não sucedera ao pai no Ducado de Longueville, tornou-se conhecido, jure uxoris, como Marquês de Rothelin (em alemão:  Rötteln). O título de Marquês de Rothelin, passou, após a morte de Joana em 1543, para o segundo filho varão, Francisco de Orleães, Marquês de Rothelin. Este deu início à nova linha cadete dos Orleães-Rothelin.
Joana e a Casa Orleães-Longueville contestaram o acordo de Rötteln tentando obter a apoio dos cantões de Solothurn, Lucerna, Friburgo e Berna. A disputa foi finalmente resolvida em 1581, tendo a Casa de Baden pago 225.000 florins aos Orleães-Longueville, retendo para o bisneto de Cristóvão, Jorge Frederico de Baden-Durlach, os territórios de Sausenberg, Rötteln e Badenweiller em 1584.

### Ao serviço de França
Em 1474 e 1475, Filipe participou nos cercos Borgonheses a Neuss e a Nancy; em 1476 lutou ao lado de Carlos, o Temerário nas batalhas de Grandson e de Murten.
Após a derrota de Carlos o Temerário, em 1477, na Batalha de Nancy, Filipe afastou-se da Borgonha e aliou-se ao rei de França, num esforço para evitar perder as suas possessões borgonhesas. Em 1484, Filipe participou na coroação do rei Carlos VIII de França, em Reims.
O rei enviou-o à Suíça como negociador. Filipe foi nomeado Marechal da Borgonha (que se tornara uma possessão francesa após a Batalha de Nancy) e Philip de Hochberg, como era chamado em França, adquiriu uma forte influência na política local.  Em 1484, foi nomeado Camareiro e em 1489, tornou-se membro do Conselho Real de França. Em 1499, lutou do lado francês, enquanto os seus súbditos de Rötteln lutavam no exército imperial.

### Feudos perdidos e morte
Em 1493 Filipe perdeu os territórios no Condado de Borgonha dadas as suas ligações à corte francesa. O rei francês nomeou-o, então, Governador e Grande Senescal da Provença.
Em 1494 Filipe inaugurou uma nova residência no seu Castelo de Rötteln. O interior do Palácio de Neuchâtel também lhe é atribuído.
Morreu em Montpellier, com cerca de 59 anos.

## Galeria

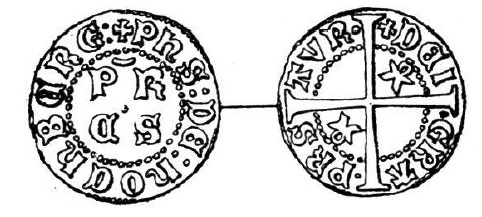
Denário de Filipe 1478-1482: Ph[ilippu]s Hoahberg Pr As - Dei Gra[tia] Pr[incep]s Aur[ena] (= Orange).
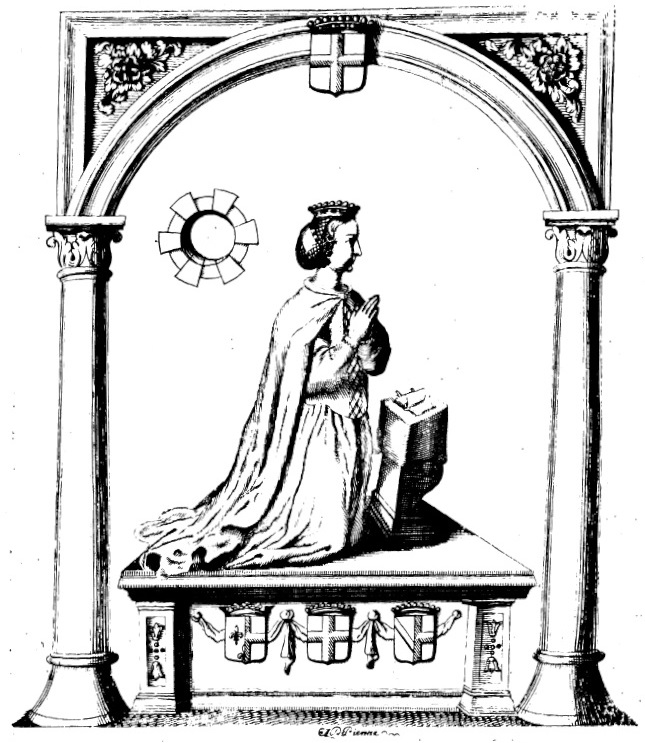
Maria de Saboia
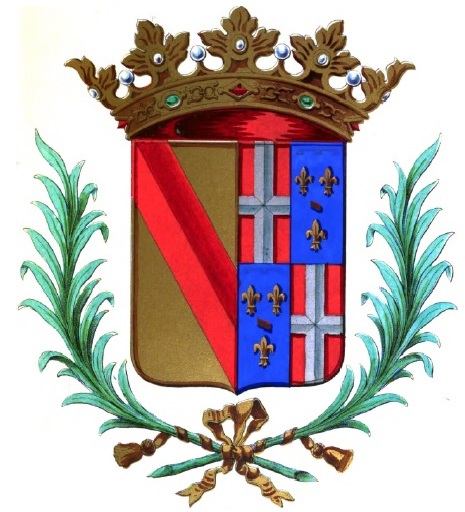
Brasão partido:Hachberg (Bade), à esquerda. Saboia-Valois, à direita
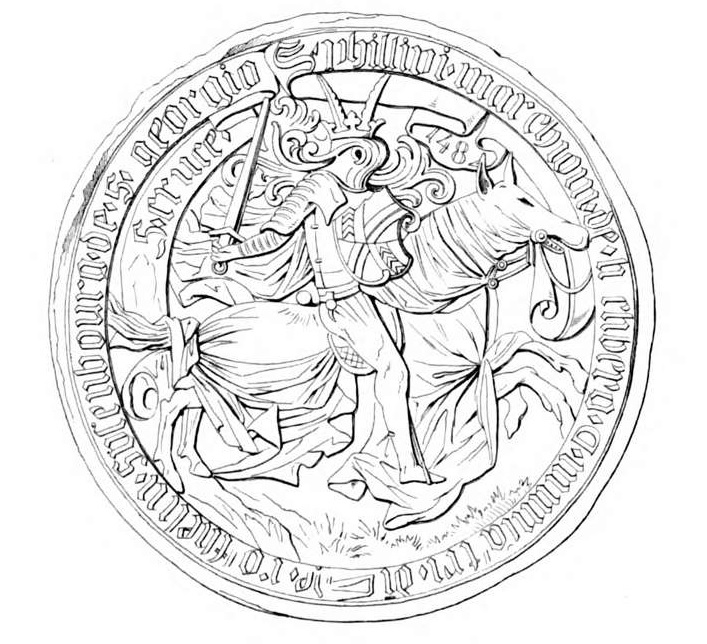
Selo (sigillum) de Filipe

## Ligações eternas
- Genealogia dos Margraves de Baden-Sausenberg-Hachberg (euweb.cz)
- Philipp von Hochberg no Dicionário histórico da Suíça
- Johanna von Hochberg no Dicionário histórico da Suíça
- Schlacht bei Grandson no Dicionário histórico da Suíça
- Schlacht bei Murten no Dicionário histórico da Suíça